# Yssichromis fusiformis
В наш час[коли?] рід Yssichromis налічує лише 1 вид риб родини цихлові

## Види
- Yssichromis fusiformis (Greenwood & Gee 1969)